# 巴基斯坦地理
巴基斯坦位于南亚西北部，南濒阿拉伯海，国土面积803,940平方公里；毗邻国家有印度、中国、阿富汗和伊朗。巴处在北纬23度30分至36度45分，东经61度至75度31分之间，南北长1,600多公里，主要山脉有喀喇昆仑山脉、喜马拉雅山脉、兴都库什山脉和苏莱曼山脉；最长河流印度河自北向南几乎穿贯巴全境，和其四条主要支流杰卢姆河、奇纳布河、拉维河和萨特勒季河一起被称为“五水”；西部边境的开伯尔山口和波伦山口是传统上连接中亚和南亚的必经要道。印度河平原为巴最富庶的农业区，有世界上最发达的灌溉网络。接近海平面的喀奇湿地为陆地最低点，位于中、巴边界的乔戈里峰海拔8,611米为至高点；由于地势高低差异，造成气候的多样化。受欧亚与印度二大板块撞击的影响，使得巴基斯坦成为地震多发区。

## 地域范围

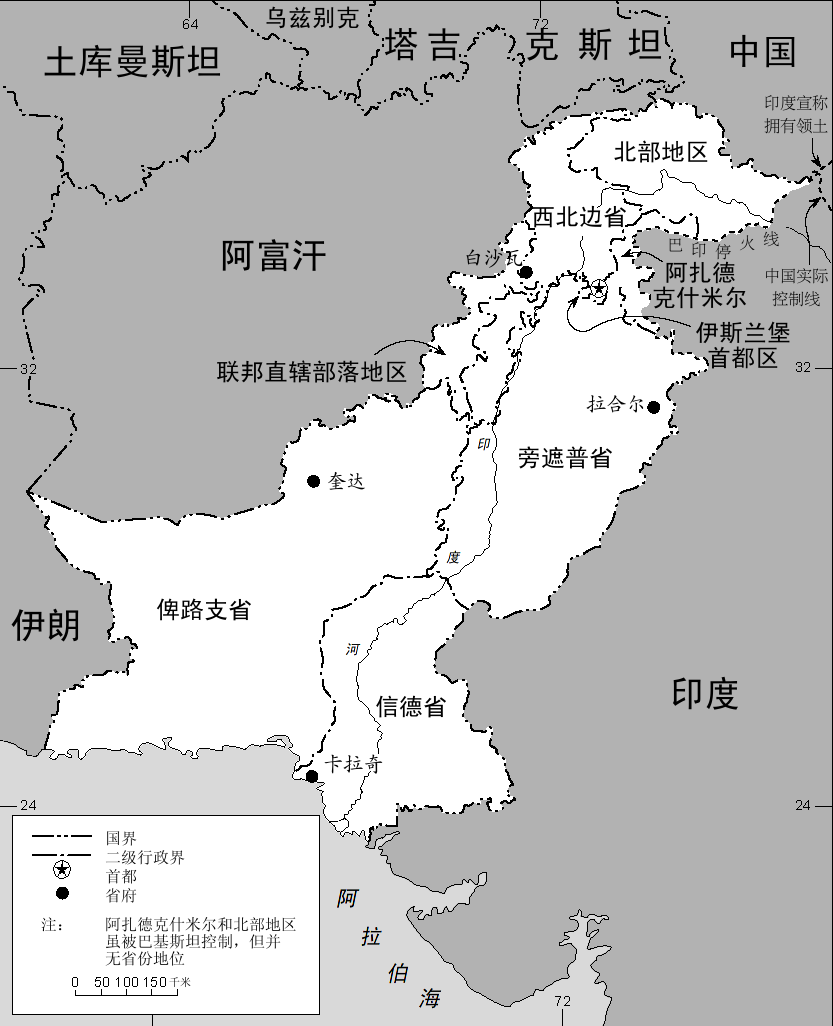

巴基斯坦西和伊朗交界，西北和阿富汗接邻，东北和中国接壤，东和印度相连，南濱临阿拉伯海。由於位處地理要衝，因此與週邊鄰國有許多領土及邊界爭議。

### 巴伊邊界線
巴基斯坦独立以前，原属英属印度的一部分。1893年，英属印度政府与伊朗兩国在俾路支地区劃定长909公里的边界线，并于1957年正式签署边界协议，至此不再有边界纠纷。

### 巴阿边界线
在巴基斯坦西北側与阿富汗有长达2,640公里的边境线。其中北邊延兴都库什山脉和帕米尔高原山脊，在地处阿富汗國境內為一处狭长地带称为瓦罕走廊，此通連中國新疆的東西向戰略要道同時區分了巴基斯坦與未接壤的塔吉克斯坦。传统上兴都库什山脉被认为是印度教徒抵御中亚入侵的天然屏障。目前巴阿实际边境线称为杜兰德线，该线于1893年由当时的英属印度政府外务大臣莫蒂默·杜兰主持划定，1947年印巴分治以前未遭到什么困扰。该线的合法性后来遭到了阿富汗政府和跨越巴阿边境的普什图族质疑。阿富汗声称杜兰德线是强者强加给弱者的，而这条线对重建一个国家——普什图尼斯坦有利；巴基斯坦則声称自己是英属印度在该地区的继承者，重申该线的永久合法性，故杜兰德线现仍为巴阿兩国的实际分界线。

### 巴中边境线
巴基斯坦与阿富汗东部的边界终点也就是中国、巴基斯坦边境的起点，向东南延伸至锡亚琴冰川山口为止，全长约500公里。从1961年至1965年，中、阿兩国签署一系列关于解决边界问题的协议，最终並达成新的边界条约。

### 巴控克什米尔
巴基斯坦实际控制原查谟克什米尔土邦84,159平方公里的面积，包括阿扎德克什米尔和北部地区。阿扎德克什米尔面积11,639平方公里；北部地区包括吉尔吉特和巴尔蒂斯坦兩地，总面积72,520平方公里。北部地区具有极大的特点，世界上14座8千米以上的山峰在该地区有4座，同时因其拥有众多的冰川而被誉为“地球第三极”（北極和南極之外的第三極）。1947年印巴分治以后，这一地区的边界纠纷也是印、巴兩国纠纷源头。自1984年以来，锡亚琴冰川一带成为印、巴兩国解决边界纠纷的竞技场，冲突双方有很多军人就长眠于此。

### 巴印边境线
巴印停火线自锡亚琴冰川附近開始向西再轉向西南延伸至拉合尔东北约130公里處，全长770公里，于1947年至1948年印巴战争结束期間由联合国主持划定。该停火协议于1949年1月1日正式生效，之后又经历长达18个月的交战，于1972年7月再签署《西姆拉条约》，因此停火线有所调整。自此以后，印巴停火线也被称为人们熟知的兩国“实际控制线”。
巴印边界總共长1,280公里。印度独立和印巴分治时，旁遮普與孟加拉地区边界由英国边界委员会主席西里尔·拉德克利夫于1947年主持划定，最终方案以其名字冠称，为“拉德克利夫裁决”。尽管边界划分没有遭到原则上的争议，但边界兩边群情亢奋。印度人一直期望原有的边界进一步西移，因此放弃了拉合尔；巴基斯坦则希望边界进一步朝东移动，进而得到原莫卧儿帝国首都德里的控制权。
南部边界不像北部边界有許多爭議。位于信德省的塔尔沙漠与喀奇濕地南侧交界处的边界问题在1923年至1924年間首度釐清。印巴分治以后，巴基斯坦對信德省南部边界有所爭議並向東取得較大的領土。和1965年爆发于克什米尔的印巴战争相比，这一带边界爭議不多，涉及的范围不广。因为南部边界导致的敌意问题在英国的斡旋下，由联合国主持于1968年2月19日签署条约。涉及的边界线总长度为403公里，最终由印、巴兩国共同勘探。巴基斯坦开始申明的领土争议面积9100平方公里，最终获得780平方公里。边界南端长80公里，呈東至西南走向，至阿拉伯海的爵士灣(Sir Creek)入海口，具体位置双方至今仍在争议之中。

## 地理環境

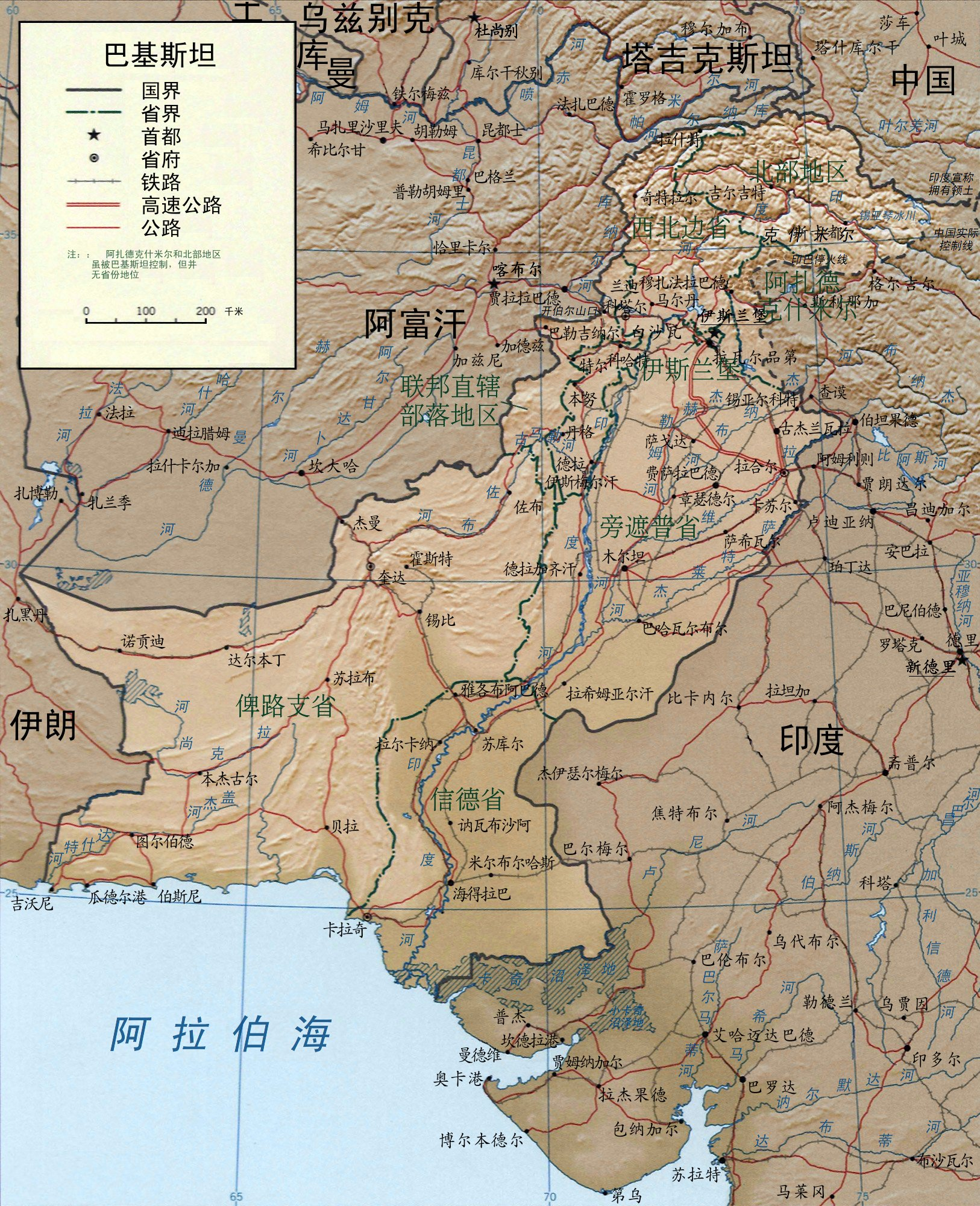

巴基斯坦大致分为三大地理区：北部高地、印度河平原（包括旁遮普省和信德省）、俾路支高原。另外有些地理学家指出还有另外的地区，如与阿富汗交界的西部山区不属于俾路支高原；与印度的交界地区，诸如萨特累季河以南有個塔尔沙漠将印度河平原分隔开来。不过用一条自开伯尔山口向东延伸的线、一条从伊斯兰堡朝西南沿该国中部走向的线可以简单勾勒出三大地理區。

### 北部高地
北部高地属于兴都库什山、喀喇昆仑山和喜马拉雅山地区。这一带有世界第二大山峰——8,611米的乔戈里峰、世界第九高峰——8,215米的南迦帕尔巴特峰，超过半数的山峰標高海拔4,500米以上，50座山峰海拔超过6,500米。在这一带旅游和探险困难重重且充满危险，当局一直企图将部分地方开辟为旅游区卻徒勞無功。由于地形崎岖和气候恶劣，作为一道难以逾越的天然屏障，使巴基斯坦免於北部的动荡和入侵。

### 俾路支高原
北部高地以南和印度河平原以西，是沿阿富汗边境的沙非德山脉、苏来曼山脉和基爾塔爾山脈，这些山脈构成信德省的西邊界，而且几乎向南一直延伸到阿拉伯海。海拔较低的地区和北部相比天气多旱，其山脉大体上向西南延伸横跨俾路支省。信德省、俾路支省的南部到北部山谷构成了天然屏障，阻礙了来自阿拉伯海以西的民族经莫克兰海岸向印度河平原迁徙的过程。
沿阿富汗边境有数个山口将山脊切断。科加山口（Khojak）位于俾路支省基达西北约80公里处；开伯尔山口位于白沙瓦以西40公里，是通往阿富汗首都喀布尔的要道；更北一些的布罗葛尔山口是通向瓦罕走廊的必经之路。

### 印度河平原
巴基斯坦只有不到五分之一的陆地适合农业开发，几乎所有的可耕地都用于耕作，但是其产能卻低于世界平均。北方高寒山区、南部沙漠和西部高原农业耕种稀少；在旁遮普和信德北部，其肥沃的土地几乎养活了巴基斯坦全国庞大的人口。
“印度河”(Indus)之名源自梵语“sindhu”，“sindhu”梵语即“海洋”之意，由 “sindhu”派生的词语有Sindh（信德地区，信德省）、Hindu（印度教，印度教徒）和India（印度）等。作为世界主要大河和巴基斯坦的重要河流，印度河的源自于中国西藏，另一條同樣源自於西藏流入巴基斯坦的河为萨特累季河，萨特累季河于旁遮普地区汇入印度河。印度河在巴基斯坦境内的主要支流有喀布尔河、杰赫勒姆河（Jhelum）、奇纳布河（Chenab）、拉维河（Ravi）与萨特累季河（Sutlej）。印度河集水区超过1百万平方公里，由淤泥形成的冲积平原——印度河盆地因而土壤肥沃，據此發展的农业文明至少超过五千年。

### 水利建設
印度河上游盆地包括旁遮普地区，下游盆地自东部支流的汇合处——潘季納德河开始，向南延伸至阿拉伯海沿岸。旁遮普(Punjab)原意就是“五水之地”之意即印度河、杰赫勒、奇纳布、拉维和萨特累季河匯流的地区，而萨特累季河主要位于印度境内。英属印度时期，英国人在旁遮普省南部建立了运河系统，使原本干旱的地区出现了精耕细作的农业。当时的英国人企图用水利灌溉來控制这一地区，終使这地区的社会和政治受到深远的影响。
巴基斯坦有兩大拦河大坝：邻近著名佛教遗址塔克西拉的塔貝拉壩以及旁遮普省与阿扎德克什米尔兩省分界河——杰赫勒河上的曼格拉大坝。另一個瓦萨克大坝(Warsak)规模较小，位在邻近白沙瓦的喀布尔河上。这些水利工程在英属印度时期由英国人主持修造，巴国独立以后进行了扩建改造，至今对巴国的国民经济发挥着不可替代的作用；尽管1992年洪水对旁遮普和北方高原造成毁灭性的影响，但这些工程仍能承受这场洪水的考验。

### 板块运动与地震
巴地处欧亚板块和印度板块的结合部。受二大板块撞击的影响，地震频繁。东南部的旁遮普省和信德省位于印度板块的西北角；西部俾路支省和西北边境省地处欧亚板块，即位于地跨中东与中亚的伊朗高原东缘；东北部的北部地区和阿扎德克什米尔处在印度板块边缘，地理上属于中亚，这一带因两大板块的碰撞和挤压成为地震多发区。
印度板块和欧亚板块的撞击使喜马拉雅山脉抬升，并因此造成巴国境内地震频发，基达为地震多发区。1931年爆发了强烈地震，随后于1935年发生的地震震级更高，小城基达几乎全毁，邻近的军事驻地伤亡惨重，至少有2万人遇难。另外，1965年一次震中位于西北边境省科伊斯坦县的地震也造成了严重的伤亡。发生于1991年的地震，尽管位于西北边境省内的村庄几乎毁损殆尽，但这次地震伤亡人数却比1935年地震少得多。最近的一次地震即发生于2005年10月8日的克什米尔大地震，巴控区内死亡人数达73,000人。

### 领土概况一覽
面积：
- 总面积：803,940平方公里
- 陆地面积：778,720平方公里
- 水域面积：25,220平方公里

面积比较：相當於稍多于兩个云南省，或略少于四个陕西省的面积。
陆地边界：
- 陆地边界总长度：6,961公里
- 相邻国家：阿富汗：2,640公里；中国：500公里；印度：2,912公里；伊朗：909公里
- 陆地海岸线长度：1,046公里。

领海权声明：
- 邻接区：24海里(44公里)
- 大陆礁层：200海里
- 海洋专属经济区：200海里
- 领海：12海里

海拔高度之最：
- 最低点：位于印度洋，海拔高度0米
- 最高点：位于乔戈里峰，海拔8,611米

## 气候

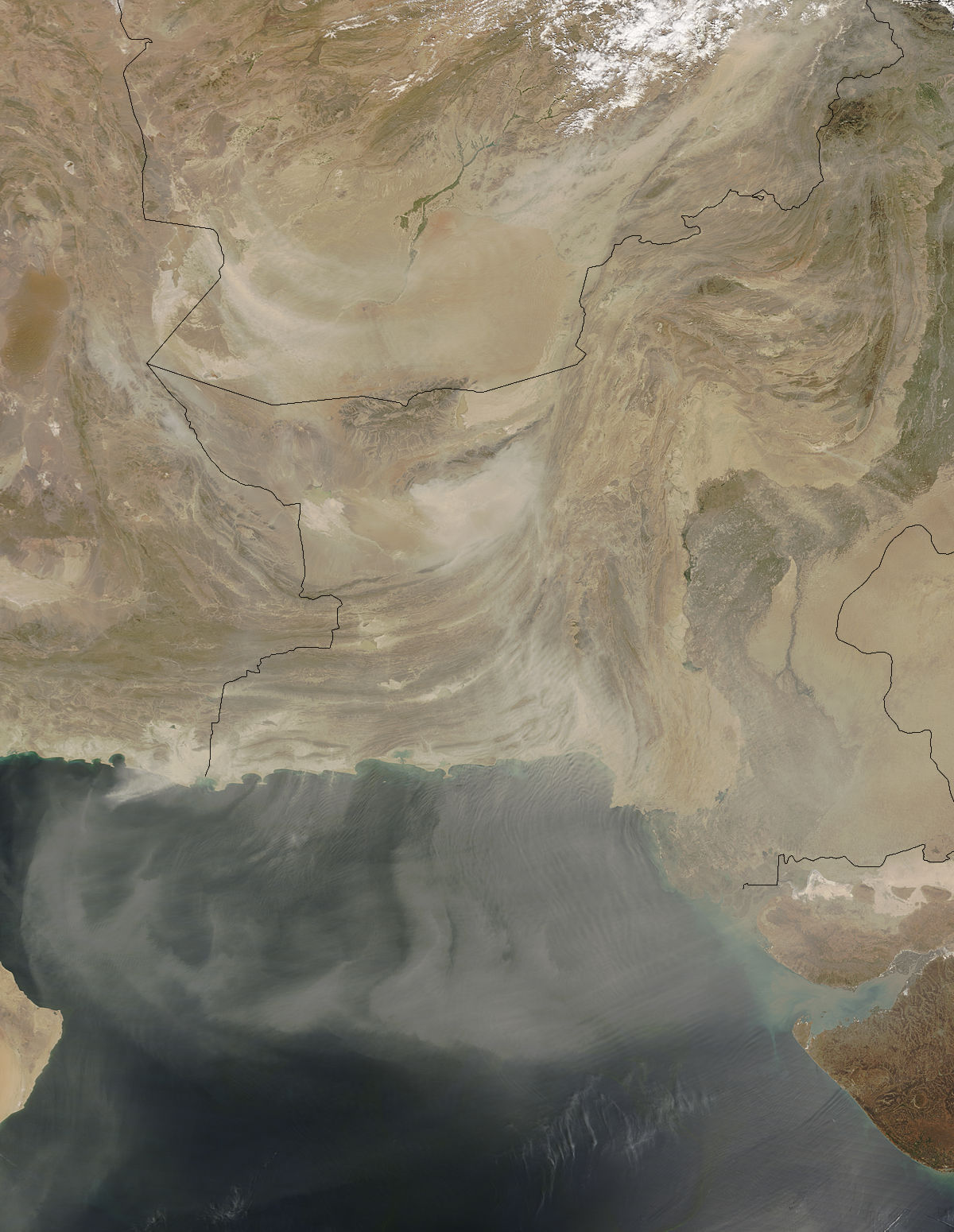
2005年4月7日，发生于巴基斯坦及邻近地区的沙尘暴

巴基斯坦地处温带，气候干燥，夏季炎热，而冬季因各地地理位置的不同温差极大，或凉爽或寒冷。降雨量少，而且各地差异很大。如阿拉伯海沿岸地区通常气候温暖，而冰封雪地的喀喇昆仑山脉和北方高地四季寒冷，只有每年的五月、六月才能吸引来自世界各地的登山爱好者。
巴基斯坦的一年分为四季，冬季凉爽，为12月至次年2月；春季炎热、干燥，为3月至5月；夏季多雨，6月至9月，西北属季风气候；10月至12月为季风减退季节。各地季节有差异，甚至有的地区可能季节不太分明。
首都伊斯兰堡的1月平均最低气温2°C，6月平均最高气温40°C。每年一半的降雨集中在7至8月，这兩个月月均降雨255毫米。其余月份降雨偏少，月均降雨量50毫米，春季多冰雹。
巴国最大城市卡拉奇为全国的工商业中心，和首都伊斯兰堡相比气候湿润而少雨，只有7月、8月的平均降雨量超过25毫米，其余月份极为干燥。和伊斯兰堡相比，温差也不大，1月平均最低温度13°C，夏季平均最高温度34°C。和旁遮普其他地方相比，尽管卡拉奇气温不算高，但由于湿度大，舒适感相对较低。
在旁遮普大部分地区可以感受凉爽的冬季。这个季节女性围丝巾，男性则穿着较厚实，但极少有家庭生暖。2月中旬气温开始回升，春季持续到4月中旬，之后步入夏季。反常的西南季风到5月份到达旁遮普。自1970年代早期以来，季风引发的洪灾频频发生。6月和7月是炎热的天气，尽管官方监测到少数地区出现46°C极端高温，也有过51°C高温的极端天气出现中暑身亡的媒体报道。曾出现的局部高温记录达到54°C，于1993年发生在木尔坦。8月份的炎热因雨季的到来，舒缓了人们的不适，之后夏季的炎热慢慢结束，到了10月天气渐渐凉爽起来。

## 自然资源
巴国主要自然资源为耕地，分布广泛的天然气和石油储藏。能源蕴藏藏量大，包括天然气、石油和煤炭资源；旁遮普省岩盐矿带为世界著名的纯盐沉积矿。全国约28％陆地宜于耕作，有世界级的灌溉系统。主要农作物有棉花、小麦、大麦、水稻、玉米、高梁、粟、豆类、甘蔗和油类作物，包括各类水果和蔬菜种植，这些作物占全国作物产出的75％。
出口的天然资源和半成品主要有木材、棉纺织品、皮革、水泥和大理石等，其他出口产品包括地毯、皮革制品和瓷砖等。铬铁矿、铁矿石、铜矿、金和银等矿藏丰富，其他珍贵矿石资源有宝石和大理石，非金属矿藏有石灰石、石膏、硫磺、耐火土和硅石等。有巨大的水利发电蕴藏量，但由于受到国际国内政治因素的制约致使能源开发速度缓慢，至今仍旧面临能源短缺局面。
土地利用：
- 可耕地：27％
- 常年作物：1%
- 牧场：6%
- 林地和森林：5%
- 其他：61% (1993年)
- 灌溉地：171,100平方公里(1993年)

## 可持续发展

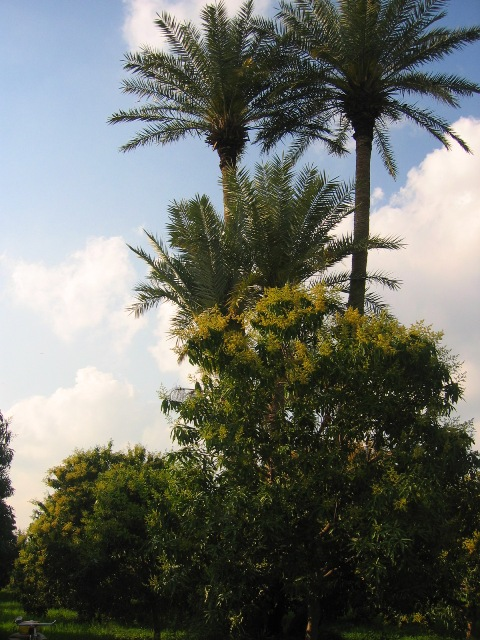
巴基斯坦氣候多樣，生態豐富

巴基斯坦国家可持续发展报告提出了三大目标，即自然资源保护、促进稳定发展和提高资源利用率。报告看起来象对中央和各省政府、商业领域、非政府组织、地方团体和每个公民的行动号召。农业生产造成的非点源污染包括富营养物、沉积物、动物废料、杀虫剂和化肥等污染，农业非点污染源经过直接渗透、地表水的冲刷造成污染，各种农事活动也造成土壤团粒的破坏；因侵蚀造成的沉积物直接影响鱼类栖息地和湿地。另外，消耗过剩的农业化学物质导致水和其他流体物质的污染。流体物质直接影响水生物的栖息环境，诸如温度升高、水中氧气减少。非点源污染造成地表水中绝大多数剩余营养物质为化肥、动物排泄物，结果直接导致地表水富营养化。农业生产中控制病虫害的杀虫剂同样污染地表水资源，这种污染在农田浇灌后，经过水的冲刷，经过流体物质也造成水的污染和富营养化；另外就是邻近河岸的放牧可能直接造成环境破坏。
为了争取公众和社会组织的改变习惯和尝试，国家可持续发展报告承认社会在价值观上需要有兩大改变，即恢复传统穆斯林使用坎儿井的习惯，恢复团体精神与责任感。
国家可持续发展报告提出了十四大优先发展的领域，即农田水土保持、改进灌溉效率、保护河流源头(分水岭)、支持森林垦复、牧场恢复与改善牲畜饲养、保护水体和保持水产养殖业持续稳定、保护生物多样性、增加能源使用效率、开发可再生资源、增强污染防治、提倡节约型城市、支持机构组织节约公共资源、整合治污和环保计划、保护文化遗产。并在这些领域提出了68个具体可实施项目，每个项目有长期目标和预期效果，并测算十年内的具体投入。基于环境保护的潜在影响，这些优先发展领域已经获得巴国非政府组织、妇女组织以及国际非政府组织的关注，这些组织与巴国政府一道致力于推进这项工作，国家可持续发展报告建议将优先发展领域纳入巴国(1993-98)第八个五年计划。

### 环保
1990年代以前，巴基斯坦对污染和环境保护问题并未引起重视，但对诸如卫生设施和饮用水问题进行了基本的政府审查。1987年，大约6％的农村居民和51％的城市居民具备基本的卫生设施，1990年，总计9,760万约占巴国人口80％的居民还没有抽水馬桶，但1990年在改善饮用水供应方面获得巨大成功，约占全国人口一半的人喝上清洁的饮用水。巴国议会医药委员会(Pakistan Medical Research Council)的研究人员承认，全国患病者中大量因喝不洁饮用水致病，他们一直对水的安全分级问题存在置疑。全国有38％的人口喝上了因管道输送的遭受严重污染的水，但各地情况存在差异。如旁遮普地区约90％饮用水为地下水，而信德省只有9％的居民饮用地下水。
《巴基斯坦1988至2003年中期发展规划》和目前五年国家发展计划没有提到可持续发展战略。进而，对可持续发展问题没有一个完整政策。国家重点集中在粮食与食品生产、能源需求方面，对较高的人口增长没有控制，忽视了人口增长和环境问题。
《1992年巴基斯坦可持续发展报告》试图纠正国家面临的环境问题，这个报告由来自各行各业的专家起草，政府就当前因环境带来的健康问题、可持续发展的目标和适宜人口发布了白皮书。
环境保护主义者关注的是北部高地山脊地区森林覆盖面积缩小问题，这个问题最近最近在研究。1989至1990年，每年的森林覆盖率下降千分之四，结果直接导致1990年代初期的洪水泛滥。
工业的扩张，工厂将有毒物质直接排放至大气和水中。自1970年代中期以来，在旁遮普省乡村地区涌现出很多纺织、食品加工企业，其结果导致河流、水渠被污染。为了提高农作物产量，化肥和杀虫剂广泛使用，全国地下水资源面临威胁。
国家可持续发展报告记指出，固态和液态排泄物为污染主要原因，因不洁饮水导致各种疾病。由于仅有城市人口的一半具备基本的卫生设施，农村地区大量的排泄物堆放在路旁和排入水道，或与固体废弃物混在一起。巴全国仅有三处污水处理厂，其中兩处只是维持间歇性生产作业，由此导致大部分污水直接排入溪水和河流，而且这些污水流动性很差，用这些污水浇灌蔬菜，再次导致蔬菜的污染。在巴基斯坦，医学界认为肠胃炎致病致死，就是间接受到水污染所致。

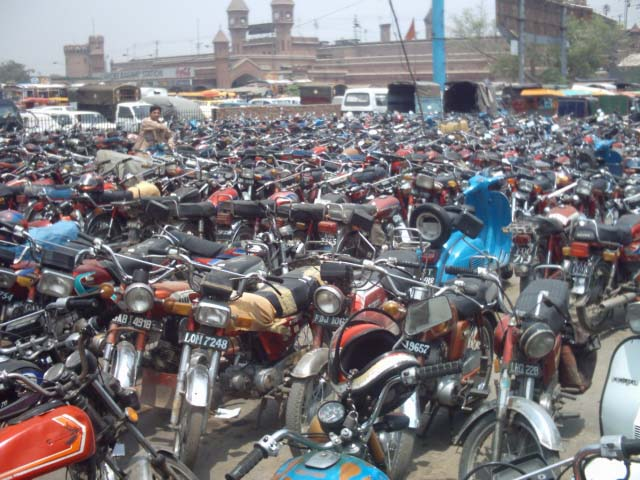
摩托车已成为城市的主要污染源之一

位置较低的地方用于填埋固体垃圾，没有采取对健康有益的垃圾填埋方式。国家可持续发展报告对工业有毒废物倾倒在城市垃圾堆放区表示关注，那些倾倒的有毒工业废物没有位置标记，没有载明倾倒的数量和有毒物质的成份。还有需要关注的，就是城市工业区直接将废物堆放于地面，导致了浅表层地下水的污染。
卡拉奇的水污染如此严重以至于居民只有煮沸才可以使用。在这个城市，由于大多数地区排污设施和供水系統互相交错，水网的泄漏成为污染的主要原因。诸如此类的污染问题在伊斯兰堡和拉瓦尔品第也开始出现。
在绝大多数城市，空气污染渐渐成为重要问题。汽车污染没有得到有效控制，总计90％的空气污染来自汽车。国家可持续发展报告指出，有25％的一氧化碳来自汽车排放，是其他碳氧化物的20倍；和美国相比，汽车每公里氮氧化物的排放量高出3.5倍。
另一个问题即噪声污染在国家可持续发展报告没有提及。自1960年代开始，巴基斯坦广泛的城市化，在人口高密度地区放松了对大型设备的管制，如造成街道拥挤的汽车、卡车和摩托车，还有就是此起彼伏的汽车鸣笛声和各种马拉畜力车混杂在一起构成的喧嚣和噪声。
巴基斯坦最主要的自然灾害為频发的地震，尤其是北部和西部的偶发的强烈地震。另外，7月和8月暴雨过后，印度河沿岸常發生洪涝灾害。
在环境方面，当今面临的问题有：未经污水处理导致的水污染，工业废水污染和农业水土流失；有限的自然水资源；多数人口没有用上经处理的水；森林砍伐、土壤侵蚀和土地荒漠化。

### 气候变化与温室效应
地处巴北部属于印度河上游地区的喜马拉雅山区，研究人员收集到了树木年轮的标本，树龄可以追溯到前828年 。通过对树龄千年的树木分析表明，巴基斯坦北部山区最近一百年和过去的一千年相比，湿度明显升高，很可能是由于人类诱发的全球变暖所致。

## 国际多边合作
巴基斯坦参与环境保护、气候与大气相关的国际公约主要如下：
| 条约与协议                 | 条约与协议 |
| -------------------------- | --- |
| 海洋和特定领域             | 《联合国海洋法公约》 《73/78防止船舶污染公约》                                                                                  |
| 大气与气候                 | 《联合国气候变化框架公约》、《部分禁止核试验条约》 《蒙特利尔议定书》                                                           |
| 生物多样性、自然环境与森林 | 《濒危野生动植物物种国际贸易公约》、《湿地公约》 《联合国防治荒漠化公约》 《特定常规武器公约》 《s:捕鱼及养护公海生物资源公约》 |
| 废物处理                   | 《巴塞爾公約》 |
| 河流                       | 《印度河水協定》 |

## 相关列表
- 巴基斯坦山峰列表（英语：List of mountains in Pakistan）
- 巴基斯坦山脉（英语：Mountain ranges of Pakistan）

### 引用
1. ↑   中国旅行社协会在线 （页面存档备份，存于），巴基斯坦目的地指南
2. ↑  Geotimes[永久]